# Andrij Annenkov
Andrij Mychajlovyč Annenkov (in ucraino Андрій Михайлович Анненков?, in russo Андрей Михайлович Анненков?, Andrej Mihajlovič Annenkov; Vinnycja, 21 gennaio 1969) è un ex calciatore sovietico, dal 1991 ucraino, di ruolo difensore o centrocampista, vice commissario tecnico della nazionale armena.

## Carriera
Con la Dinamo Kiev vinse un campionato sovietico, un campionato ucraino e una coppa nazionale. Ebbe una breve parentesi come allenatore dell'Arsenal Kiev.
Vanta una presenza con la nazionale ucraina, in amichevole contro l'Ungheria.

## Statistiche

### Cronologia presenze e reti in nazionale
| Cronologia completa delle presenze e delle reti in nazionale ― Ucraina | Cronologia completa delle presenze e delle reti in nazionale ― Ucraina | Cronologia completa delle presenze e delle reti in nazionale ― Ucraina | Cronologia completa delle presenze e delle reti in nazionale ― Ucraina | Cronologia completa delle presenze e delle reti in nazionale ― Ucraina | Cronologia completa delle presenze e delle reti in nazionale ― Ucraina | Cronologia completa delle presenze e delle reti in nazionale ― Ucraina | Cronologia completa delle presenze e delle reti in nazionale ― Ucraina |
| Data                                                                   | Città                                                                  | In casa                                                                | Risultato                                                              | Ospiti                                                                 | Competizione                                                           | Reti                                                                   | Note                                                                   |
| ---------------------------------------------------------------------- | ---------------------------------------------------------------------- | ---------------------------------------------------------------------- | ---------------------------------------------------------------------- | ---------------------------------------------------------------------- | ---------------------------------------------------------------------- | ---------------------------------------------------------------------- | ---------------------------------------------------------------------- |
| 26-8-1992                                                              | Nyíregyháza                                                            | Ungheria                                                               | 2 – 1                                                                  | Ucraina                                                                | Amichevole                                                             | -                                                                      |                                                                        |
| Totale                                                                 |                                                                        | Presenze                                                               | 1                                                                      |                                                                        | Reti                                                                   | 0                                                                      |                                                                        |

## Palmarès

### Club

#### Competizioni nazionali
- Campionato sovietico: 1

Dinamo Kiev: 1990
- Campionato ucraino: 1

Dinamo Kiev: 1992-1993
- Coppa d'Ucraina: 1

Dinamo Kiev: 1992-1993
- Campionato kazako: 1

Ertis: 2002